# Tour de Drenthe 2014
La 52e édition du Tour de Drenthe a eu lieu le 15 mars 2014. La course fait partie du calendrier UCI Europe Tour 2014 en catégorie 1.1.

## Présentation

### Équipes
Classé en catégorie 1.1 de l'UCI Europe Tour, le Tour de Drenthe est par conséquent ouvert aux UCI ProTeams dans la limite de 50 % des équipes participantes, aux équipes continentales professionnelles, aux équipes continentales et aux équipes nationales.
25 équipes participent à ce Tour de Drenthe - 2 ProTeams, 12 équipes continentales professionnelles et 11 équipes continentales :
| Nom de l'équipe | Pays     | Code |
| --------------- | -------- | ---- |
| Belkin          | Pays-Bas | BEL  |
| Lotto-Belisol   | Belgique | LTB  |

| Nom de l'équipe              | Pays           | Code |
| ---------------------------- | -------------- | ---- |
| Androni Giocattoli-Venezuela | Italie         | AND  |
| Bretagne-Séché Environnement | France         | BSE  |
| Caja Rural-Seguros RGA       | Espagne        | CJR  |
| CCC Polsat Polkowice         | Pologne        | CCC  |
| MTN-Qhubeka                  | Afrique du Sud | MTN  |
| Neri Sottoli                 | Italie         | NRI  |
| NetApp-Endura                | Allemagne      | TNE  |
| Novo Nordisk                 | États-Unis     | TNN  |
| RusVelo                      | Russie         | RVL  |
| Topsport Vlaanderen-Baloise  | Belgique       | TSV  |
| UnitedHealthcare             | États-Unis     | UHC  |
| Wanty-Groupe Gobert          | Belgique       | WGG  |

| Nom de l'équipe           | Pays       | Code |
| ------------------------- | ---------- | ---- |
| Cult Energy Vital Water   | Danemark   | CUL  |
| De Rijke                  | Pays-Bas   | RIJ  |
| Giant-Shimano Development | Suède      | GID  |
| Jo Piels                  | Pays-Bas   | CJP  |
| Koga                      | Pays-Bas   | KOG  |
| Leopard Development       | Luxembourg | LDT  |
| Metec-TKH Continental     | Pays-Bas   | MET  |
| Øster Hus-Ridley          | Norvège    | OHR  |
| Parkhotel Valkenburg      | Pays-Bas   | PVC  |
| Rabobank Development      | Pays-Bas   | RDT  |
| Veranclassic-Doltcini     | Belgique   | VER  |

## Classement final
|    | Coureur           | Pays        | Équipe                       |    | Temps           |
| -- | ----------------- | ----------- | ---------------------------- | -- | --------------- |
| 1  | Kenny Dehaes      | Belgique    | Lotto-Belisol                | en | 4 h 56 min 58 s |
| 2  | Scott Thwaites    | Royaume-Uni | NetApp-Endura                | +  | 0 s             |
| 3  | Bert-Jan Lindeman | Pays-Bas    | Rabobank Development         |    | 0 s             |
| 4  | Sander Helven     | Belgique    | Topsport Vlaanderen-Baloise  |    | 0 s             |
| 5  | Yves Lampaert     | Belgique    | Topsport Vlaanderen-Baloise  |    | 3 s             |
| 6  | Clément Koretzky  | France      | Bretagne-Séché Environnement |    | 3 s             |
| 7  | Jelle Wallays     | Belgique    | Topsport Vlaanderen-Baloise  |    | 3 s             |
| 8  | Brian van Goethem | Pays-Bas    | Metec-TKH Continental        |    | 3 s             |
| 9  | Sven Erik Bystrøm | Norvège     | Øster Hus-Ridley             |    | 3 s             |
| 10 | Remco te Brake    | Pays-Bas    | Metec-TKH Continental        |    | 31 s            |

## Liste des participants
- Liste de départ complète

| Légende | Légende                                                       | Légende | Légende                                          |
| ------- | ------------------------------------------------------------- | ------- | ------------------------------------------------ |
| Num     | Dossard de départ porté par le coureur sur ce Tour de Drenthe | Pos     | Position à l'arrivée de la course                |
| NP      | Indique un coureur qui n'a pas pris le départ de la course    | AB      | Indique un coureur qui n'a pas terminé la course |
| HD      | Indique un coureur qui a terminé la course hors des délais    |         |                                                  |

| Belkin BEL | Belkin BEL               | Belkin BEL |
| ---------- | ------------------------ | ---------- |
| Num        | Coureur                  | Pos        |
| 1          | Theo Bos (NED)           | AB         |
| 2          | Jack Bobridge (AUS)      | AB         |
| 3          | Graeme Brown (AUS)       | AB         |
| 4          | Rick Flens (NED)         | AB         |
| 5          | Martijn Keizer (NED)     | 75e        |
| 6          | Barry Markus (NED)       | 66e        |
| 7          | Nick van der Lijke (NED) | 27e        |
| 8          | Dennis van Winden (NED)  | AB         |

| Lotto-Belisol LTB | Lotto-Belisol LTB         | Lotto-Belisol LTB |
| ----------------- | ------------------------- | ----------------- |
| Num               | Coureur                   | Pos               |
| 11                | Kenny Dehaes (BEL)        | 1er               |
| 12                | Vegard Breen (NOR)        | 98e               |
| 13                | Stig Broeckx (BEL)        | AB                |
| 14                | Gert Dockx (BEL)          | 12e               |
| 15                | Boris Vallée (BEL)        | 74e               |
| 16                | Tosh Van der Sande (BEL)  | 20e               |
| 17                | Dennis Vanendert (BEL)    | AB                |
| 18                | Jonas Van Genechten (BEL) | 97e               |

| Androni Giocattoli-Venezuela AND | Androni Giocattoli-Venezuela AND | Androni Giocattoli-Venezuela AND |
| -------------------------------- | -------------------------------- | -------------------------------- |
| Num                              | Coureur                          | Pos                              |
| 21                               | Kenny van Hummel (NED)           | 29e                              |
| 22                               | Marco Bandiera (ITA)             | 59e                              |
| 23                               | Omar Bertazzo (ITA)              | AB                               |
| 24                               | Matteo Di Serafino (ITA)         | AB                               |
| 25                               | Antonio Parrinello (ITA)         | 41e                              |
| 26                               | Alessio Taliani (ITA)            | AB                               |
| 27                               | Nicola Testi (ITA)               | 34e                              |
| 28                               | Andrea Zordan (ITA)              | AB                               |

| Bretagne-Séché Environnement BSE | Bretagne-Séché Environnement BSE | Bretagne-Séché Environnement BSE |
| -------------------------------- | -------------------------------- | -------------------------------- |
| Num                              | Coureur                          | Pos                              |
| 31                               | Jean-Marc Bideau (FRA)           | 99e                              |
| 32                               | Erwann Corbel (FRA)              | 88e                              |
| 33                               | Arnaud Gérard (FRA)              | 18e                              |
| 34                               | Benoît Jarrier (FRA)             | 89e                              |
| 35                               | Clément Koretzky (FRA)           | 6e                               |
| 36                               |                                  |                                  |
| 37                               | Benjamin Le Montagner (FRA)      | 82e                              |
| 38                               | Pierre-Luc Périchon (FRA)        | 84e                              |

| Caja Rural-Seguros RGA CJR | Caja Rural-Seguros RGA CJR    | Caja Rural-Seguros RGA CJR |
| -------------------------- | ----------------------------- | -------------------------- |
| Num                        | Coureur                       | Pos                        |
| 41                         |                               |                            |
| 42                         | Karol Domagalski (POL)        | 93e                        |
| 43                         | Ramón Domene (ESP)            | AB                         |
| 44                         | Rubén Fernández Andújar (ESP) | 13e                        |
| 45                         | Fabricio Ferrari (URU)        | 68e                        |
| 46                         | Fernando Grijalba (ESP)       | AB                         |
| 47                         | Lluís Mas (ESP)               | 40e                        |
| 48                         | Antonio Molina (ESP)          | AB                         |

| CCC Polsat Polkowice CCC | CCC Polsat Polkowice CCC  | CCC Polsat Polkowice CCC |
| ------------------------ | ------------------------- | ------------------------ |
| Num                      | Coureur                   | Pos                      |
| 51                       | Josef Černý (CZE)         | AB                       |
| 52                       | Piotr Gawroński (POL)     | AB                       |
| 53                       | Tomasz Kiendyś (POL)      | 62e                      |
| 54                       | Adrian Kurek (POL)        | AB                       |
| 55                       | Jarosław Marycz (POL)     | AB                       |
| 56                       | Bartłomiej Matysiak (POL) | 65e                      |
| 57                       | Mateusz Nowak (POL)       | AB                       |
| 58                       | Grzegorz Stępniak (POL)   | AB                       |

| MTN-Qhubeka MTN | MTN-Qhubeka MTN                  | MTN-Qhubeka MTN |
| --------------- | -------------------------------- | --------------- |
| Num             | Coureur                          | Pos             |
| 61              | John-Lee Augustyn (RSA)          | AB              |
| 62              | Jacques Janse van Rensburg (RSA) | AB              |
| 63              | Youcef Reguigui (ALG)            | AB              |
| 64              | Martin Reimer (GER)              | 56e             |
| 65              | Songezo Jim (RSA)                | AB              |
| 66              |                                  |                 |
| 67              |                                  |                 |
| 68              | Johann van Zyl (RSA)             | AB              |

| RusVelo RVL | RusVelo RVL               | RusVelo RVL |
| ----------- | ------------------------- | ----------- |
| Num         | Coureur                   | Pos         |
| 71          | Sergey Firsanov (RUS)     | AB          |
| 72          | Leonid Krasnov (RUS)      | AB          |
| 73          | Timofey Kritskiy (RUS)    | 70e         |
| 74          | Roman Maikin (RUS)        | 33e         |
| 75          | Sergey Pomoshnikov (RUS)  | 35e         |
| 76          |                           |             |
| 77          | Andrey Solomennikov (RUS) | 77e         |
| 78          | Ilnur Zakarin (RUS)       | 69e         |

| NetApp-Endura TNE | NetApp-Endura TNE         | NetApp-Endura TNE |
| ----------------- | ------------------------- | ----------------- |
| Num               | Coureur                   | Pos               |
| 81                | Blaž Jarc (SLO)           | AB                |
| 82                | Ralf Matzka (GER)         | AB                |
| 83                | Jonathan McEvoy (GBR)     | AB                |
| 84                | František Padour (CZE)    | AB                |
| 85                | Erick Rowsell (GBR)       | AB                |
| 86                | Andreas Schillinger (GER) | 16e               |
| 87                | Michael Schwarzmann (GER) | 64e               |
| 88                | Scott Thwaites (GBR)      | 2e                |

| Novo Nordisk TNN | Novo Nordisk TNN           | Novo Nordisk TNN |
| ---------------- | -------------------------- | ---------------- |
| Num              | Coureur                    | Pos              |
| 91               | Martijn Verschoor (NED)    | 57e              |
| 92               | Ruud Cremers (NED)         | AB               |
| 93               | Kevin De Mesmaeker (BEL)   | AB               |
| 94               | David Lozano (ESP)         | AB               |
| 95               |                            |                  |
| 96               |                            |                  |
| 97               |                            |                  |
| 98               | Christopher Williams (AUS) | AB               |

| UnitedHealthcare UHC | UnitedHealthcare UHC     | UnitedHealthcare UHC |
| -------------------- | ------------------------ | -------------------- |
| Num                  | Coureur                  | Pos                  |
| 101                  | Martijn Maaskant (NED)   | 19e                  |
| 102                  | Alessandro Bazzana (ITA) | 42e                  |
| 103                  | Davide Frattini (ITA)    | 55e                  |
| 104                  | Robert Förster (GER)     | 38e                  |
| 105                  | Ken Hanson (USA)         | AB                   |
| 106                  |                          |                      |
| 107                  | Kiel Reijnen (USA)       | 14e                  |
| 108                  | Daniel Summerhill (USA)  | 49e                  |

| Neri Sottoli NRI | Neri Sottoli NRI        | Neri Sottoli NRI |
| ---------------- | ----------------------- | ---------------- |
| Num              | Coureur                 | Pos              |
| 111              | Francesco Chicchi (ITA) | AB               |
| 112              | Rafael Andriato (BRA)   | 90e              |
| 113              | Gianni Bellini (ITA)    | AB               |
| 114              | Daniele Colli (ITA)     | 94e              |
| 115              | Andrea Dal Col (ITA)    | AB               |
| 116              | Andrea Fedi (ITA)       | 80e              |
| 117              | Mauro Finetto (ITA)     | 21e              |
| 118              | Simone Ponzi (ITA)      | 91e              |

| Wanty-Groupe Gobert WGG | Wanty-Groupe Gobert WGG | Wanty-Groupe Gobert WGG |
| ----------------------- | ----------------------- | ----------------------- |
| Num                     | Coureur                 | Pos                     |
| 121                     | Wesley Kreder (NED)     | 105e                    |
| 122                     | Frederik Backaert (BEL) | AB                      |
| 123                     | Tim De Troyer (BEL)     | 52e                     |
| 124                     | Laurens De Vreese (BEL) | AB                      |
| 125                     | Jan Ghyselinck (BEL)    | AB                      |
| 126                     |                         |                         |
| 127                     | Fréderique Robert (BEL) | 67e                     |
| 128                     |                         |                         |

| Veranclassic-Doltcini VER | Veranclassic-Doltcini VER | Veranclassic-Doltcini VER |
| ------------------------- | ------------------------- | ------------------------- |
| Num                       | Coureur                   | Pos                       |
| 131                       | Giorgio Brambilla (ITA)   | AB                        |
| 132                       | Darijus Džervus (LTU)     | AB                        |
| 133                       | Tom Goovaerts (BEL)       | 63e                       |
| 134                       | Wouter Mol (NED)          | 31e                       |
| 135                       | Rick Ottema (NED)         | 76e                       |
| 136                       | Sébastien Rosseler (BEL)  | AB                        |
| 137                       | Joeri Stallaert (BEL)     | AB                        |
| 138                       | Yu Takenouchi (JPN)       | AB                        |

| Topsport Vlaanderen-Baloise TSV | Topsport Vlaanderen-Baloise TSV | Topsport Vlaanderen-Baloise TSV |
| ------------------------------- | ------------------------------- | ------------------------------- |
| Num                             | Coureur                         | Pos                             |
| 141                             | Pieter Jacobs (BEL)             | 58e                             |
| 142                             | Tim Declercq (BEL)              | AB                              |
| 143                             | Sander Helven (BEL)             | 4e                              |
| 144                             | Yves Lampaert (BEL)             | 5e                              |
| 145                             | Tom Van Asbroeck (BEL)          | 73e                             |
| 146                             | Preben Van Hecke (BEL)          | AB                              |
| 147                             |                                 |                                 |
| 148                             | Jelle Wallays (BEL)             | 7e                              |

| De Rijke RIJ | De Rijke RIJ              | De Rijke RIJ |
| ------------ | ------------------------- | ------------ |
| Num          | Coureur                   | Pos          |
| 151          | Coen Vermeltfoort (NED)   | 103e         |
| 152          | Dion Beukeboom (NED)      | 104e         |
| 153          | Huub Duyn (NED)           | AB           |
| 154          | Dylan Groenewegen (NED)   | 53e          |
| 155          | Kobus Hereijgers (NED)    | 102e         |
| 156          | Sjoerd Kouwenhoven (NED)  | 81e          |
| 157          | Christoph Pfingsten (GER) | 54e          |
| 158          | Ronan van Zandbeek (NED)  | 15e          |

| Jo Piels CJP | Jo Piels CJP             | Jo Piels CJP |
| ------------ | ------------------------ | ------------ |
| Num          | Coureur                  | Pos          |
| 161          | Maurits Lammertink (NED) | 78e          |
| 162          | Koen Bouwman (NED)       | 23e          |
| 163          | Berden de Vries (NED)    | AB           |
| 164          | Jasper Hamelink (NED)    | 83e          |
| 165          | Stefan Poutsma (NED)     | 95e          |
| 166          | Twan Brusselman (NED)    | 39e          |
| 167          | Joey van Rhee (NED)      | 101e         |
| 168          | Tom Vermeer (NED)        | 22e          |

| Koga KOG | Koga KOG                | Koga KOG |
| -------- | ----------------------- | -------- |
| Num      | Coureur                 | Pos      |
| 171      | Jasper Bovenhuis (NED)  | 79e      |
| 172      | Twan Castelijns (NED)   | 44e      |
| 173      | Robin Chaigneau (NED)   | AB       |
| 174      | Robbert de Greef (NED)  | 72e      |
| 175      | René Hooghiemster (NED) | AB       |
| 176      | Adrie Lindeman (NED)    | AB       |
| 177      | Jim van den Berg (NED)  | 11e      |
| 178      | Bart van Haaren (NED)   | 17e      |

| Metec-TKH Continental MET | Metec-TKH Continental MET | Metec-TKH Continental MET |
| ------------------------- | ------------------------- | ------------------------- |
| Num                       | Coureur                   | Pos                       |
| 181                       | Tijmen Eising (NED)       | 106e                      |
| 182                       | Johim Ariesen (NED)       | 32e                       |
| 183                       | Dennis Bakker (NED)       | 45e                       |
| 184                       | Jarno Gmelich (NED)       | AB                        |
| 185                       | Niels Goeree (NED)        | 30e                       |
| 186                       | Peter Koning (NED)        | 87e                       |
| 187                       | Remco te Brake (NED)      | 10e                       |
| 188                       | Brian van Goethem (NED)   | 8e                        |

| Parkhotel Valkenburg PVC | Parkhotel Valkenburg PVC | Parkhotel Valkenburg PVC |
| ------------------------ | ------------------------ | ------------------------ |
| Num                      | Coureur                  | Pos                      |
| 191                      | Joris Blokker (NED)      | AB                       |
| 192                      | Joris de Boer (NED)      | 37e                      |
| 193                      | Rick van Breda (NED)     | AB                       |
| 194                      | James Judd (NZL)         | AB                       |
| 195                      | Bram Nolten (NED)        | 92e                      |
| 196                      | Rutger Schellevis (NED)  | AB                       |
| 197                      | Peter Schulting (NED)    | 46e                      |
| 198                      | Rudy Vriend (NED)        | AB                       |

| Rabobank Development RDT | Rabobank Development RDT | Rabobank Development RDT |
| ------------------------ | ------------------------ | ------------------------ |
| Num                      | Coureur                  | Pos                      |
| 201                      | Bert-Jan Lindeman (NED)  | 3e                       |
| 202                      | Cees Bol (NED)           | AB                       |
| 203                      | Merijn Korevaar (NED)    | 28e                      |
| 204                      | André Looij (NED)        | 36e                      |
| 205                      | Timo Roosen (NED)        | 43e                      |
| 206                      | Martijn Tusveld (NED)    | 24e                      |
| 207                      | Ricardo van Dongen (NED) | 48e                      |
| 208                      | Maarten van Trijp (NED)  | 60e                      |

| Giant-Shimano Development GID | Giant-Shimano Development GID | Giant-Shimano Development GID |
| ----------------------------- | ----------------------------- | ----------------------------- |
| Num                           | Coureur                       | Pos                           |
| 211                           |                               |                               |
| 212                           | Jenthe Biermans (BEL)         | AB                            |
| 213                           | Jan Brockhoff (GER)           | 47e                           |
| 214                           |                               |                               |
| 215                           | Kristian Haugaard (DEN)       | AB                            |
| 216                           | Fredrik Ludvigsson (SWE)      | 77e                           |
| 217                           | Robert Pölder (SWE)           | AB                            |
| 218                           | Maximilian Schachmann (GER)   | AB                            |

| Øster Hus-Ridley OHR | Øster Hus-Ridley OHR          | Øster Hus-Ridley OHR |
| -------------------- | ----------------------------- | -------------------- |
| Num                  | Coureur                       | Pos                  |
| 221                  | Håvard Blikra (NOR)           | 26e                  |
| 222                  | Sven Erik Bystrøm (NOR)       | 9e                   |
| 223                  | Kristian Dyrnes (no) (NOR)    | AB                   |
| 224                  | Fredrik Strand Galta (NOR)    | AB                   |
| 225                  | Krister Hagen (NOR)           | AB                   |
| 226                  | Tormod Hausken Jacobsen (NOR) | AB                   |
| 227                  | August Jensen (NOR)           | AB                   |
| 228                  | Oscar Landa (NOR)             | AB                   |

| Leopard Development LDT | Leopard Development LDT | Leopard Development LDT |
| ----------------------- | ----------------------- | ----------------------- |
| Num                     | Coureur                 | Pos                     |
| 231                     | Dennis Coenen (BEL)     | 25e                     |
| 232                     | Kevin Feiereisen (LUX)  | 86e                     |
| 233                     | Marco König (GER)       | AB                      |
| 234                     | Massimo Morabito (LUX)  | AB                      |
| 235                     | Matthias Plarre (GER)   | AB                      |
| 236                     | Florian Salzinger (GER) | AB                      |
| 237                     | Pit Schlechter (LUX)    | 85e                     |
| 238                     | Tom Thill (LUX)         | AB                      |

| Cult Energy Vital Water CUL | Cult Energy Vital Water CUL     | Cult Energy Vital Water CUL |
| --------------------------- | ------------------------------- | --------------------------- |
| Num                         | Coureur                         | Pos                         |
| 241                         | Michael Carbel Svendgaard (DEN) | AB                          |
| 242                         | Christian Jørgensen (DEN)       | 96e                         |
| 243                         | Martin Mortensen (DEN)          | 71e                         |
| 244                         |                                 |                             |
| 245                         | Michael Reihs (DEN)             | 61e                         |
| 246                         | Mads Würtz Schmidt (DEN)        | 51e                         |
| 247                         | Emil Vinjebo (DEN)              | AB                          |
| 248                         | Troels Vinther (DEN)            | 100e                        |